# 奥匈使馆旧址
奥匈使馆旧址，位于北京市东城区台基厂头条3号，是奥匈帝国驻华使馆旧址。

## 历史
清朝同治十年（1871年），奥匈帝国任命了第一任驻华公使喜理治。清朝光绪二十三年（1897年），公使馆代办阿图尔·冯·纳色恩购买了北邻东长安街、西临台基厂大街约12800平方米的地产，经过两年多施工建成奥匈帝国驻华公使馆，由一栋二层主楼和配楼组成，周绕外廊，是殖民地式风格建筑。1900年遭义和团烧毁。《辛丑条约》签订后，奥匈帝国驻华公使馆趁机扩大范围，向南拓展到台基厂头条（原名Rue Hart，即赫德路），面积扩大了数倍。其东部是使馆，西部是兵营。新建的使馆主楼保留至今。
1917年第一次世界大战中，中国参加协约国，並对德、奧宣戰，驱逐了属于同盟国的奥匈帝国的公使。留下的馆舍托名在荷兰大使馆成员的名下，保留了原奥匈帝国公使馆办公室官员及警卫队员。奥匈帝国分裂为奥地利和匈牙利后，该公使馆划归匈牙利所有，实际上该时期一直是白俄将军霍尔瓦特的公寓。1938年，该建筑物被德国使馆接收，并加以修缮。1940年，德国将大使馆从南京（中华民国南京国民政府时期首都）迁此。1945年，美国人没收了这处房产，在此设立盟国资产管理处。
1949年中华人民共和国成立后，此处被收为中国政府所有。1970年，中苏边界谈判在台基厂头条3号外交部宾馆举行，苏方代表团团长先由苏联外交部第一副外长库兹涅佐夫担任，后因库兹涅佐夫生病，1970年8月起团长改由伊利切夫副外长担任。正式会谈之外，平时双方通过联络员保持各级别联系。

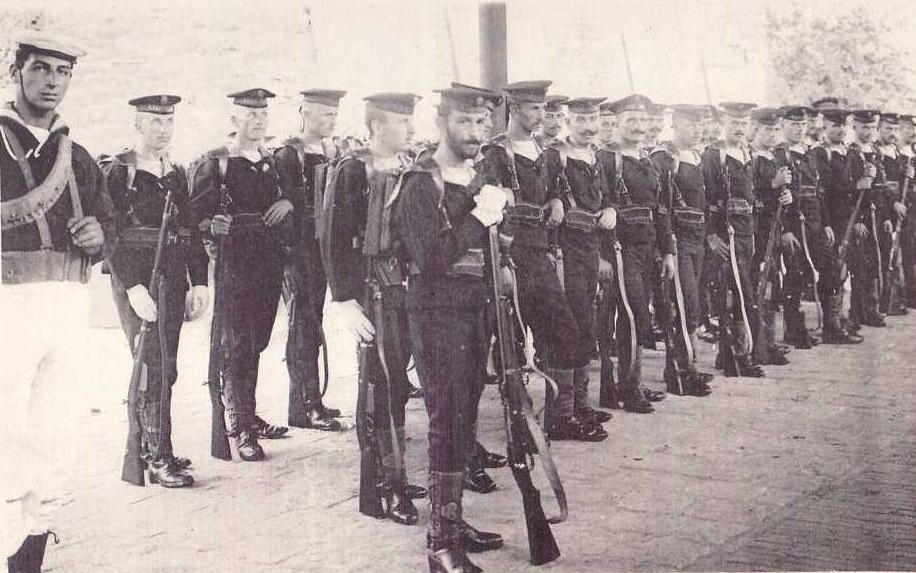
约1910年至1912年间，在北京保卫奥匈帝国使馆的奥匈帝国军队

1983年，周南和柯利达就中英关于香港问题第二阶段谈判的议程达成了一致，决定先谈1997年之后的安排，再谈1997年之前的安排，最后谈“关于主权移交事宜”。议程问题解决后，双方商定于1983年7月12日开始正式举行中英关于香港问题第二阶段会谈的第一轮谈判。谈判在北京台基厂头条3号举行。会谈时间和地点本来保密，但来北京采访中英会谈的许多香港记者清早便守候在英国驻华大使馆门口，一见使馆车队开出大门，香港记者们便搭乘出租车追踪，甚至不惜出高价要出租车司机闯红灯。会谈地点台基厂头条3号由此被记者发现。会谈中方由姚广任团长，英方由柯利达大使任团长。大致每月举行一轮会谈，每轮会谈为期两天。
台基厂头条3号后来成为中国国际问题研究院所（今为中国国际问题研究院）（含挂靠在其下的中国太平洋经济合作全国委员会、亚太安全合作理事会中国委员会、中国军控与裁军协会、中国国际问题研究和学术交流基金会）的所在地。

## 建筑
现存使馆主楼及大门，保存较好。
- 使馆主楼：上下两层都带外廊。东西约52米，南北约23米。造型简洁，是法国古典主义风格。南立面分成五部分，中央及两侧翼顶部都冠有三角形山花，并且都略向前凸。中央入口处是三开间，两侧翼是两开间。柱廊底层是方柱，二层是圆柱，都是塔司干柱式。檐部无装饰，二层有瓶式花栏杆。中央主入口处是三开间大门廊，两侧有弧形坡道。其上是二层大厅的阳台。从底层进门之后，两侧是管理用房，过二道门是门厅，正北是双分式大楼梯。室内的门窗、金属栏杆、天花分格都是原样。但原有卫生间等已被改成办公用房，门廊的柱子及檐部被改贴上了瓷砖。1990年代末至2000年代初，使馆主楼后面加建了房屋，前院西南部新建了图书馆，东南部增建了新建筑。[1]
- 使馆大门：风格和主楼一致，主体是三间，下面有基座，基座上面是塔司干式双圆柱，檐部饰有三垅板，上用三角形山花结束。中央柱间开有大门，两侧实墙开有窗户。门楼两侧是弧形环抱的侧墙。[1]